# 切特·麦克纳布
切斯特·麦克纳布（英語：Chester McNabb，1920年9月19日—1990年6月14日），美国NBA联盟前职业篮球运动员。